# صنم سعيد
صنام سعيد (مواليد 2 فبراير 1985) هي ممثلة ومغنية وعارضة أزياء باكستانية تعمل بشكل أساسي في السينما والتلفزيون. اشتهرت بتصوير دور كاشاف مرتضى في فيلم Mominda Duraid's Zindagi Gulzar Hai والتي حصلت على العديد من الجوائز بما في ذلك جوائز Lux Style لأفضل ممثلة تلفزيونية.
تخرجت سعيد من معهد الدراسات للسينما والمسرح في لاهور وقد ظهرت لأول مرة في التلفزيون في فيلم الرومانسية عام 2010م وحققت سعيد أول نجاحًا تجاريًا لها مع المسلسل الرومانسي عام 2013 Zindagi Gulzar Hai. اعتلت الصدارة من خلال ظهورها كقائدة نسائية في العديد من المسلسلات التلفزيونية الأكثر ربحًا، بما في ذلك Mata-e-Jaan Hai Tu (2013)، Talkhiyaan (2013)، Zindagi Gulzar Hai (2013) و Kadoorat (2013)، Kahin Chand Na Sharma Jaye (2013)، Ek Kasak Reh Gayi (2015)، Firaaq (2014) - وحصلت على جائزة نقدية للعب دور الشرير في الدراما العائلية 2015م ديار ديل، التي أكسبتها ترشيحًا لأفضل شخصية سينمائية شريرة في حفل جوائز Hum. شوهدت سعيد آخر مرة وهي تلعب دور البطل الرئيسي في «ديدان» أمام الممثل مهيب ميرزا.
بعد أن أثبتت نفسها كممثلة رائدة في التلفزيون، قدمت سعيد ظهورها السينمائي لأول مرة مع الكوميديا الرومانسية Bachaana عام 2016 وظهرت لاحقًا في دور داعم في Dobara Phir Se في نفس العام، حيث حصل كلايهما على ترشيحات لأفضل ممثلة وأفضل ممثلة مساعدة على التوالي في حفل توزيع جوائز Lux Style. وتشمل أدوارها السينمائية الأخرى دراما السيرة الذاتية Mah-e-Mir وفيلم الدراما Rahm (كلاهما 2016م) و melodrama Azaad (م2017) والدراما العائلية Cake Cake (2018) التي حصلت على ترشيحات لأفضل ممثلة في حفل جوائز Lux Style وجوائز الإنجاز الباكستانية. ففي عام 2019م، كتبت صحيفة ديلي تايمز اسم سعيد «فخر باكستان».

## بداية حياتها
ولد والدها في إنجلترا وهو مصمم منازل متقاعد بينما كانت والدتها تعمل كمدرسة فنون. لديها أخ واحد وهو عدنان سعيد وأختًا وهي أميرة سعيد. تعتبر أسرتها متعددة الأعراق (والدها من البنجاب بينما والدتها من الميمون) عادت إلى كراتشي في عام 1990م. فقد حصلت على مستويات O في مدرسة Bay View الثانوية في كراتشي ومستويات A في كلية ليكول. ثم بدأت سعيد في مجال عروض الأزياء في سن السادسة عشرة في مجلة Paper Magazine واعترفت أن سبب توقفها عن عملها كعارضة أزياء كان بسبب وعيها المتزايد بمظهرها لأول مرة في حياتها.

## حياتها المهنية

### ظهورها التلفزيوني لأول مرة (2010-2011)
بدأت سعيد مسيرتها التمثيلية بدور داعم في مسلسل ARY Digital 2010، «دام» كتقريب لرواية أوميرا أحمد التي تحمل الاسم نفسه مع أمينة شيخ وصنم بالوش. من إخراج مهرين جبار، حيث لعبت سعيد دور فيزا «الفتاة الأنانية والمتغطرسة» التي تشعر بالغيرة تجاه شقيق أخت زوجها والذي أصبح فيما بعد عبئًا عليها.
و في العام التالي، لعبت دور المرأة الرئيسي في مسلسل «هم» التلفزيوني لعدنان أحمد، ميرا نصيب، جنبًا إلى جنب مع سيرة يوسف وعمران أسلم وعمران عباس نقفي. حيث تم الإشادة بشكل خاص بتصويرها لشازيا وهي فتاة صريحة ومتمردة.

### 2012–2014م
تابعتها سعيد بدور يمينا وهي باكستانية بريطانية متزوجة من متعجرف مادي، فإن الزوجة الفائزة (تلعبه جنيد خان) في فيلم محرين جبار Mata-e-Jaan Hai Tu وهو مقتبس من رواية فرحات اشتياق التي تحمل الاسم نفسه. وفي الدراما الرومانسية سلطانة صديقي «زينداجي غولزار هاي» اقتباس من رواية أوميرا أحمد التي تحمل الاسم نفسه كان المسلسل التالي لسعيد. ثم شاركت في بطولة فؤاد خان وتم تمثيلها في دور كشاف مرتضى وهي فتاة عاقلة وناضجة للغاية، تنحدر من خلفية عائلية من الطبقة الوسطى تمثل خروجًا عن الشخصيات الفاتنة التي اشتهرت بتصويرها.
أدى تمثيل سعيد مع خان إلى إثارة الضجة حول الدراما التي تم بثها وأثبتت نجاحًا تجاريًا كبيرًا. وحصلت على 3 جوائز كأفضل ممثلة. بالإضافة إلى ذلك، لعبت سعيد دور بيبي وهي أم سورية مسيحية عزباء في فيلم تلثييان لبي غول، استنادًا إلى رواية أرونداتي روي إله الأشياء الصغيرة. الدراما التي أخرجها خالد أحمد والتي تدور أحداثها في موري، حيث تلقت ردود أفعال إيجابية من النقاد وتم الإشادة بشكل خاص بتصوير سعيد لبيبي وهي أم سورية مسيحية عازبة.
لعبت سعيد بعد ذلك دورها أمام جنيد خان في دراما الغموض 2013 الذي تم بثه على قناة Hum TV من مؤمنة دريد. حيث كان دورها هو مينا، التي تنتقم من زوجة والدتها وأختها وشعرت لاحقًا بالذنب. وفي نفس العام، ظهرت في مسلسل Geo TV Ek Kasak Reh Gaye بجانب ميكاال ذو الفقار و «شوك» من ARY Digital مع عادل حسين وعائشة خان.
ثم ظهرت سعيد بعد ذلك مع أحسان خان وسروت جيلاني في الفيلم الرومانسي التليفزيوني Dil Mera Dhadkan Teri، في تعاونها الثالث مع مهرين جبار. كان الفيلم إعادة إنتاج لفيلم وحيد مراد عام 1968م والذي يحمل نفس الاسم. حيث ظهرت في دور «فتاة شقية، غنية ومدللة». تلقى الفيلم التلفزيوني آراء متباينة من النقاد، إلا أن أداء سعيد قد أشاد به كل من النقاد والمشاهدين. كما لعبت سعيد دور البطولة في فيلمين آخرين خاصين بالعيد «كاهين تشاند نا شارما جاي» مع جوهر ممتاز و«تامانا كي تامانا» مع الممثل بلال خان وماثيرا. فكان مسلسل سعيد الوحيد لعام 2014م مع مهيب ميرزا ونور حسن رضوي وجنيد خان هو مسلسل هم التليفزيوني فراق، فكانت تلعب دور Paiman التي تكافح من أجل العيش وفقًا لإرادتها على الرغم من الحدود التي تفرضها والدتها. وبالنسبة لعام 2015م، كان لدى سعيد عدة مشاريع قادمة في مراحل مختلفة من الإنتاج. فبعد ان أكملت فيلم السيرة الذاتية لأنجوم شاهزاد مع فهد مصطفى وإيمان علي وصفته بأنه أول دور «ساحر» في حياتها المهنية. وقد التزمت أيضًا بالظهور إلى جانب مهيب ميرزا في فيلم الإثارة الرومانسي لناصر خان «باشاانا»، حيث ستصور دور فتاة هندية آلية. كما انتهت سعيد من لعب دور البطولة في ديار ديل لدريد.

### آخر اعمالها وأول أفلامها (2015 إلى وقتنا الحاضر)
لم يحصد مسلسلها التالي، ديار ديل، أكبر نجاح لعام 2015م فحسب، بل كان أيضًا أحد أكثر المسلسلات نجاحًا على الإطلاق في باكستان. فهو من إخراج حسيب حسن واستندت إلى رواية فرحات اشتياق التي تحمل نفس الاسم، فتم تمثيلها إلى جانب مايا علي وميكال ذو الفقار وعثمان خالد بت وعبيد علي حيث لعبت دور روهينا بهروز خان وهي فتاة شابة من الطبقة المتوسطة تتزوج من زميلها الثري. فكان بهروز خان (يلعب دوره ذو الفقار) ضد أفراد عائلته ويغادر المنزل ويكتشف تنافسًا جديدًا في كلتا العائلتين.
و في عام 2016م، شوهدت في أربعة أفلام باكستانية. ظهرت لأول مرة في فيلم «باشاانة» الرومانسي لناصر خان مع مهيب ميرزا  ثم ظهرت بعد ذلك في فيلم أنجوم شاهزاد وسرمد السباعي ماه إي مير، جنبًا إلى جنب مع فهد مصطفى وإيمان علي، واصفةً إياه بـأول دور «ساحر» في حياتها المهنية. كما شوهدت في رام أحمد جمال. ثم ظهرت في فيلم محرين جبار Dobara Phir Se إلى جانب عادل حسين وحريم فاروق وعلي كاظمي وطوبا صديقي والتي نالت جائزة أفضل ممثلة مساعدة (فيلم) في حفل توزيع جوائز لوكس ستايل السادس عشر.
و في عام 2018م، ظهرت في دور الأخت الصغرى زارا، في الفيلم الذي نال استحسان النقاد Cake. ففي مراجعة الفيلم لـ The Express Tribune، يقدر الناقد راهول إعجاز أداء سعيد غير العادي في الفيلم وكتب «تصور سعيد: زارا بمشاعر مكبوتة، حيث تهرب من ماضيها. فإنها الرحلة التي نحاول أن نستمر في البحث فيها ببطء. فقد يساعد أسلوب تحدثها الخارجي الهادئ والمسيطر عليها للممثلة في مشروعها مخاوف زارا».

### المشوار المهني الموسيقي
ظهرت سعيد لفترة وجيزة في الموسم الثالث من Coke Studio Pakistan حيث غنت غناء في الخلفية لـ "Alif Allah (Jugni)" لعارف لوهار وميشا شافي و «عائشة» لأمانات علي و «كوري جوري» لميشا شافي كمغنية داعمة.

### المسرح الموسيقي
عملت سانام في Made for Stage Productions في المسرحيات التالية: Chicago، Mamma Mia!، Carnage، Dhaani and Grease.

## حياتها الشخصية
تزوجت من صديق طفولتها فرحان حسن وهو عامل مصرفي من كراتشي، في 2 يناير 2015م. ففي عام 2018 م، صرحت بأنهاء زوجها وانفصله عنها.

## فيلموغرافيا

### مسرح
| السنة | العرض المسرحي | دورها      |
| ----- | ------------- | ---------- |
| 2007م | شيكاغو        | روكسي هارت |
| 2009م | ماما ميا      | روزي       |
| 2009م | مذبحة         |            |
| 2013م | شحم           | ريز        |
| 2013م | ضاني          | رقية       |

### أفلام
| السنة | الاسم         | دورها       | ملاحظات                                                  |
| ----- | ------------- | ----------- | -------------------------------------------------------- |
| 2016م | باشانة        | آليا        | فيلم لاول مرة                                            |
| 2016م | ماه إي مير    | نينا كانوال | بناء على حياة مير تقي مير                                |
| 2016م | دوبارا فير سي | سمر         | [ 35 ]                                                   |
| 2016م | رام           | سامينا      |                                                          |
| 2017م | آزاد          |             | عُرض في مهرجان جنوب آسيا السينمائي الدولي 2017            |
| 2018م | كيك           | زارا        | جائزة أفضل فيلم روائي طويل في مهرجان جنوب آسيا السينمائي |

## جوائز وترشيحات
| السنة | العمل              | الجائزة                              | النتائج      | المرجع |
| ----- | ------------------ | ------------------------------------ | ------------ | ------ |
|       |                    | جوائز هم                             |              |        |
| 2013م | زينداجي جولزار هاي | أفضل ممثلة أنثى (لجنة تحكيم)         | رُشح          | [ 39 ] |
| 2013م | زينداجي جولزار هاي | أفضل ممثلة أنثى (شعبية)              | كسب          | [ 39 ] |
| 2013م | زينداجي جولزار هاي | أفضل زوجين على الشاشة (لجنة التحكيم) | كسب          | [ 39 ] |
| 2013م | زينداجي جولزار هاي | أفضل زوجين على الشاشة (شعبي)         | كسب          | [ 39 ] |
| 2015م | ديار ديل           | أفضل ممثل في دور سلبي                | رُشح          | [ 40 ] |
|       |                    | جوائز لوكس ستايل                     |              |        |
| 2013م | زينداجي جولزار هاي | أفضل ممثلة تلفزيونية - ستالايت       | كسب          | [ 41 ] |
| 2017م | دوبارا فير سي      | أفضل ممثلة مساعدة                    | كسب          | [ 42 ] |
| 2017م | باشانة             | أفضل ممثلة سينمائية                  | رُشح          | [ 42 ] |
| 2019م | كيك                | أفضل ممثلة سينمائية                  | قيد الانتظار | [ 43 ] |
|       |                    | جوائز هم ستايل                       |              |        |
| 2016م | دوبارا فير سي      | الممثلة الأكثر أناقة - فيلم          | رُشح          | [ 44 ] |
| 2017م | كيك                | الممثلة الأكثر أناقة - فيلم          | كسب          | [ 45 ] |

### تقدريات آخري
- 2012م: جائزة لوريل باريس (نموذج العام)
- 2013م: جوائز منزل تارانج الكاملة (أفضل أنثى في دور داعم لـ Dil Mera Dharkan Teri)[46]

- 2017م: جوائز العين الشرقية 2016 (جائزة أفضل ممثلة فيلم لرام)[47]
- 2019م: «فخر باكستان» بقلم ديلي تايمز [4]